# Seth Andrews
Seth Andrews (Tulsa, Oklahoma; 12 de abril de 1968) es un autor y presentador centrado en el tema del ateísmo. Es el creador y anfitrión del podcast, comunidad en línea y canal de Youtube "The thinking Atheist" y autor de los libros autopublicados "Deconverted" y "Sacred Cows". Previo a su activismo ateo, era un fundamentalista cristiano y tuvo una carrera de diez años como anfitrión radiofónico en una radio cristiana.

## Primeros años
Andrews Nació en Tulsa, Oklahoma, en una familia cristiana con padres que estudiaban teología, y  fue bautizado en la Iglesia Baptista de Eastwood. Cuando su educación en el sistema escolar público entró en conflicto con las enseñanzas religiosas recibidas en el hogar, sus padres lo transfirieron a la pequeña Escuela del Templo Cristiano (propiedad de la iglesia), y más tarde a la Escuela Baptista de Eastwood. Como dirigente estudiantil, participó con entusiasmo en funciones escolares así como en actividades religiosas. Incluyendo servicios semanales en la iglesia, el consejo estudiantil, y la rama local de la Juventud para Cristo, de la cual fue portavoz.

## Carrera como anfitrión radiofónico
Andrews era un seguidor de la música cristiana contemporánea y fue anfitrión del programa matinal en la estación de radio cristiana  KXOJ-FM de 1990 a 2000.
La muerte de Rich Mullins en 1997 plantó la primera semilla de duda en su mente. La muerte prematura de la compositora cristiana fue difícil de reconciliar con el entendimiento de Andrews de los principios del cristianismo. Más tarde él comentó: «Mientras yo ofrecía palabras de consuelo para nuestros oyentes y a quienes llamaban al programa, yo tenía problemas para reconciliar la idea que el Dios de Mateo 10 - aquél que considera que valemos 'más que muchos gorriones.'- planearía o aceptaría el fin de la vida terrenal de Mullins en una forma tan horrible y carente de sentido». Este acontecimiento fue un punto de inflexión  para él, y se convirtió en el inicio del largo y lento camino hacia la  apostasía. Los acontecimientos del 11 de septiembre de 2001 también jugaron un papel crucial fortaleciendo sus dudas acerca de la religión.

## The Thinking Atheist
En 2004 Andrews vio el vídeo del ateo Christopher Hitchens debatiendo al Rabino Shmuley Boteach, lo cual le dio el valor para dejar su fe. En 2008, finalmente se confesó como ateo a su familia y amigos. Al no encontrar ninguna comunidad de ideas afines a las suyas en su área, decidió crear una comunidad atea en línea.
Creó entonces un sitio web y página de Facebook, ambos llamados "The Thinking Atheist", para contactarse con otros no-creyentes en línea y «compartir parte de la información que he encontrado útil con la esperanza de facilitarle a otros el viaje hacia afuera de la superstición». Considera el sitio web un lugar que permite a las personas interactuar con sus dudas y cuestionar su fe, y así vivir una vida más saludable.
Andrews es también el anfitrión del podcast ateo semanal "The Thinking Atheist", el cual intenta desafiar los estereotipos que describen a los ateos como "enojados", o a las personas religiosas como "estúpidas". Además, tiene un canal de YouTube llamado también "The Thinking Atheist" en el cual presenta numerosos vídeos relacionados al ateísmo los cuales produce él mismo. 
Es también es un orador público que hace presentaciones relacionadas al ateísmo.

## Libros
Andrews ha escrito dos libros autopublicados: Deconverted (2012) y Sacred Cows (2015). 

### Deconverted
En diciembre de 2012, autopublicó su libro autobiográfico "Deconverted: A Journey From Religion To Reason" (Deconvertido: Un viaje de la religión a la razón), detallando su viaje dejando la religión y cómo se convirtió en un activista ateo . Además de hablar acerca de su apostasía, narra su vida al crecer en el Cinturón de la Biblia y su pasado como DJ para una estación radiofónica cristiana, y el cómo y porqué creó la comunidad de "The Thinking Atheist". 
El paleontólogo Donald Prothero comentó lo siguiente acerca del libro: "Andrews escribe en un estilo amistoso, relajado y coloquial, tal como se le oye en el aire, y esto encaja bien con su narrativa humilde. Es un buen narrador y conversador no sólo en su trabajo en radio, sino también en la página impresa... el libro de Andrews es una lectura corta pero muy disfrutable. Es especialmente de interés para cualquiera que haya hecho un viaje similar desde la fe a la no-creencia, o para quien desee entender cómo funciona este proceso."

### Sacred Cows
En junio de 2015 autopublicó su segundo libro, "Sacred Cows: A Lighthearted Look at Belief and Tradition Around the World" (Vacas Sagradas: Una mirada despreocupada a creencias y tradiciones alrededor del mundo). En él identifica ideas, creencias y tradiciones que varias culturas consideran sagradas, haciendo hincapié en que las ideas tendrían que ser examinadas de forma crítica en vez de ser seguidas con fe ciega. 
En una reseña para la revista Skeptic Magazine, Donald Prothero escribió: «Tomando un tono gentilmente incrédulo, Andrews revisa una larga letanía de las extrañas cosas que la gente cree y hace. En la mayoría de los casos, intenta simpatizar y ser comprensivo. Siempre intenta mantener cosas en perspectiva y recordar a sus lectores que alguna vez él también aceptó creencias que ahora le resultan extrañas. Pero en otros casos, es imposible no adoptar un tono de sarcasmo y burla ante creencias que son claramente chifladas».

## Reconocimientos
- En 2012, "The Thinking Atheist" fue votado el sitio web ateo/agnóstico favorito del año, y recibió el premio de elección del lector de About.com .[16]
- En 2013, Andrews recibió el premio "Evolve" para la excelencia en un pódcast por "The Thinking Atheist", con el comentario: "Andrews aborda temas relacionados con el mundo, el ateísmo y la religión al tiempo que demuestra que una persona puede ser un ateo sin ser un gruñón."[17]

## Posturas sobre religión
En 2014, Andrews le dijo al Arizona Daily Sun: «Yo era un verdadero creyente, y cuando cumplí los 37 años, mis dudas sobre mi fe llegaron a una masa crítica y, por primera vez en mi vida, comencé a examinar lo que había mantenido como cierto». Sobre su reciente activismo, declaró: «No soy un enemigo de las personas religiosas, pero seré honesto y diré que soy enemigo de la religión».
Cuando AlterNet le preguntó cuál era su verso bíblico favorito, él respondió que probablemente era Romanos 12:9, que dice «El amor debe ser sincero. Odia lo que es malo; aférrate a lo que es bueno». Explicó: "El mensaje aquí no es innovador (y ciertamente no requiere poderes divinos para ser formulado), pero lo encuentro admirable: No seas falso.  Busca aquello que trae un resultado positivo, para ti y para otros. Desprecia el mal. Por supuesto, no doy una connotación sobrenatural a la palabra «mal», sino que veo el mal como una acción».
Sobre Madalyn Murray O'Hair, la primera atea moderna de los Estados Unidos y fundadora de American Atheists, quien terminó con la lectura obligatoria de la Biblia en las escuelas públicas en los años sesenta, Andrews dijo: «Personalmente no me identifico con sus tácticas, pero, aunque tengo un estilo diferente, debo darle crédito. Madalyn pagó con su vida su defensa de la no creencia. Tengo una enorme admiración (por ella). Ella hizo un gran trabajo».